# Vótios
Os Vótios são habitantes autóctenes da Íngria na Federação Russa.

## História
Os Vótios são mencionados em fontes escritas desde 1069. Sua área de ocupação era nessa época bem maior do que hoje. Aqueles do norte foram mencionados em antigas crônicas da Novogárdia Magna e eram chamados de chudes. É desse grupo que descendem os atuais Vótios. Aqueles Vótios do sul foram russificados na Idade Média. Sua religião é a Ortodoxa.
Em 1848, havia cerca cinco mil Vótios contra menos de mil em 1926 (Censo da União soviética. Registros mais recentes indicaram 73 na Rússia (em 2002) e 7 na Letônia (em 2000). Durante a era de Josef Stalin, foram dispersados por toda a URSS, pois o ditador considerou desleal e covarde o comportamento da etnia durante a Segunda Grande Guerra.
Em 1989, eram tão somente cerca de sessenta os Vótios, dos quais metade falava a sua língua, o vótico.

## Vótios na Letônia
Em 1445, a Ordem Teutônica fez com que viessem cerca de 3 mil Vótios, não chamados de Krieviņi (de Krievs “russos” em língua letã) para construir um castelo em Bauska. Eram cerca de mil os Vótios assentados na Letônia que falavam a língua vótica.

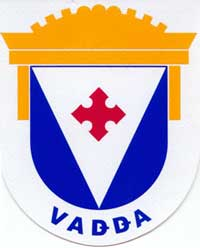
Brasão, Cota de Armas, dos Vótios